# Kaufhalle Krauschütz
Die Kaufhalle Krauschütz ist ein Baudenkmal, das sich in der Kleinstadt Elsterwerda im südbrandenburgischen Landkreis Elbe-Elster befindet. Hier ist sie im Stadtteil Krauschütz in der Dresdener Straße an der Einmündung in die Merzdorfer und die Großenhainer Straße zu finden.

## Beschreibung und Geschichte
Das in Montagebauweise entstandene Gebäude wurde im Jahre 1971 errichtet. Erbaut hatte die Kaufhalle die Elsterwerdaer Firma Menzel, welche heute vor allem als Hersteller von Stahlbetonteilen und Fertighäusern bekannt ist. Der eingeschossige Bau ist mit einem Flachdach versehen.
Im örtlichen Denkmalverzeichnis ist die Kaufhalle unter der Erfassungsnummer 09135825 verzeichnet.